# Temelucha pestifer
Temelucha pestifer är en stekelart som först beskrevs av Morley 1913.  Temelucha pestifer ingår i släktet Temelucha och familjen brokparasitsteklar. Inga underarter finns listade i Catalogue of Life.